# Manuel Arboleda Arboleda
Manuel Antonio «Matoño» Arboleda Arboleda (Popayán, Cauca, 18 de febrero de 1905-Fúquene, Cundinamarca, 13 de diciembre de 1936) fue un abogado, político e intelectual colombiano.

## Infancia y estudios
Primer hijo varón de los esposos Julián Arboleda Scarpetta y Rafaela Arboleda Quijano, desde su infancia se le conoció entre sus allegados como "Matoño". Cursó sus estudios primarios en la Escuela de los Hermanos Maristas (posteriormente denominado Colegio Champagnat) y en 1916 inició sus estudios secundarios en el Seminario Conciliar de Popayán, plantel que había regentado su tío paterno Monseñor Manuel Antonio Arboleda Scarpetta, Arzobispo de Popayán. Su paso por el Seminario Conciliar marcó su vocación académica, pues las humanidades ocupaban allí un renglón preferente en el pénsum. Allí adquirió los conocimientos en lengua latina que le sirvieron para dominar la castellana, en la cual fue tan diserto y erudito hasta el punto de principiar algunas acotaciones a la obra de don Rufino José Cuervo sobre modismos bogotanos.
En 1925 culminó los estudios conducentes al título de Bachiller en Filosofía y Letras en la Universidad del Cauca y en ese mismo año se trasladó a Bogotá, donde adelantó estudios de Derecho en la Universidad Externado de Colombia. En esta época de su vida empieza Arboleda a mostrar interés por la política y un particular liderazgo para promover las ideas que le resultaban afines. En 1928 fue elegido miembro principal del Comité Nacional Ejecutivo de Estudiantes junto con Carlos Lleras Restrepo, Miguel López Pumarejo, Jorge Soto Del Corral, Diego Luis Córdoba, José Francisco Socarrás y Guillermo Nanetti, con quienes participó en el III Congreso Nacional de Estudiantes, celebrado en Ibagué en agosto de ese mismo año e instalado por Gilberto Alzate Avendaño.

### Vida pública

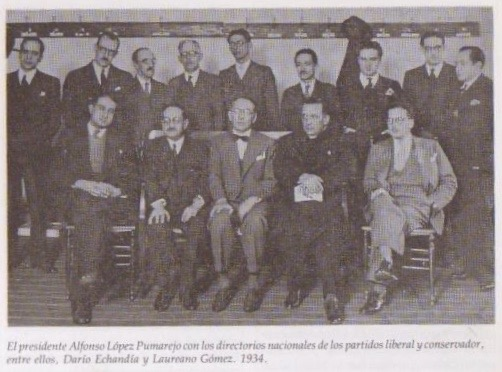
El Presidente López Pumarejo en 1934, con los miembros de los directorios liberal y conservador, entre ellos Laureano Gómez y Darío Echandía. Matoño Arboleda es el tercero de pie, de derecha a izquierda.

Matoño Arboleda inició su trayectoria en el sector público muy poco después de culminar sus estudios universitarios, cuando el gobernador del Cauca, Carlos M. Simmonds, le pidió regresar a Popayán para desempeñarse como su Secretario Privado. En diciembre de 1931 fue nombrado miembro de una de las comisiones nacionales de la Dirección Nacional del Liberalismo, junto con Julio Roberto Salazar Ferro, Carlos Uribe Prada, Alberto Lleras Camargo y Darío Samper. Al año siguiente fue elegido por voto popular como diputado suplente a la Asamblea del Cauca, "pero se negó a ocupar su curul vacante".
En 1933 se trasladó de nuevo a la capital colombiana, tras su elección como Secretario General de la Dirección Nacional Liberal, cargo que desempeñó hasta 1934, cuando el ministro de Educación, Darío Echandía, lo nombró Secretario Privado en su despacho. Un año después regresa a su ciudad natal por iniciativa del gobernador Gabriel Caicedo Arroyo, quien lo nombra Secretario de Gobierno del Cauca. Por esta misma época comienza una activa producción literaria con escritos en publicaciones periódicas tales como El Pueblo Libre, de Popayán, y El Diario Nacional y El Espectador, de Bogotá. También escribió para el semanario El Cauca, periódico regional fundado en Popayán en 1931 por Paulo Emilio Bravo.
Su figuración en el seno del Partido Liberal Colombiano le permitió destacarse al interior del gabinete del presidente Alfonso López Pumarejo, cuyo gobierno se encontraba adelantando importantes reformas en diferentes campos, entre ellos, el educativo. Como consecuencia de lo anterior, Matoño Arboleda fue designado Secretario General de la Universidad Nacional de Colombia, en momentos en que se le daba una transformación urbanística y arquitectónica a cargo de arquitectos europeos. Se encontraba ocupando este cargo cuando lo sorprendió la muerte. Lo sucedió Otto de Greiff quien, junto a su hermano León de Greiff, habían compartido con Arboleda una extensa actividad intelectual.

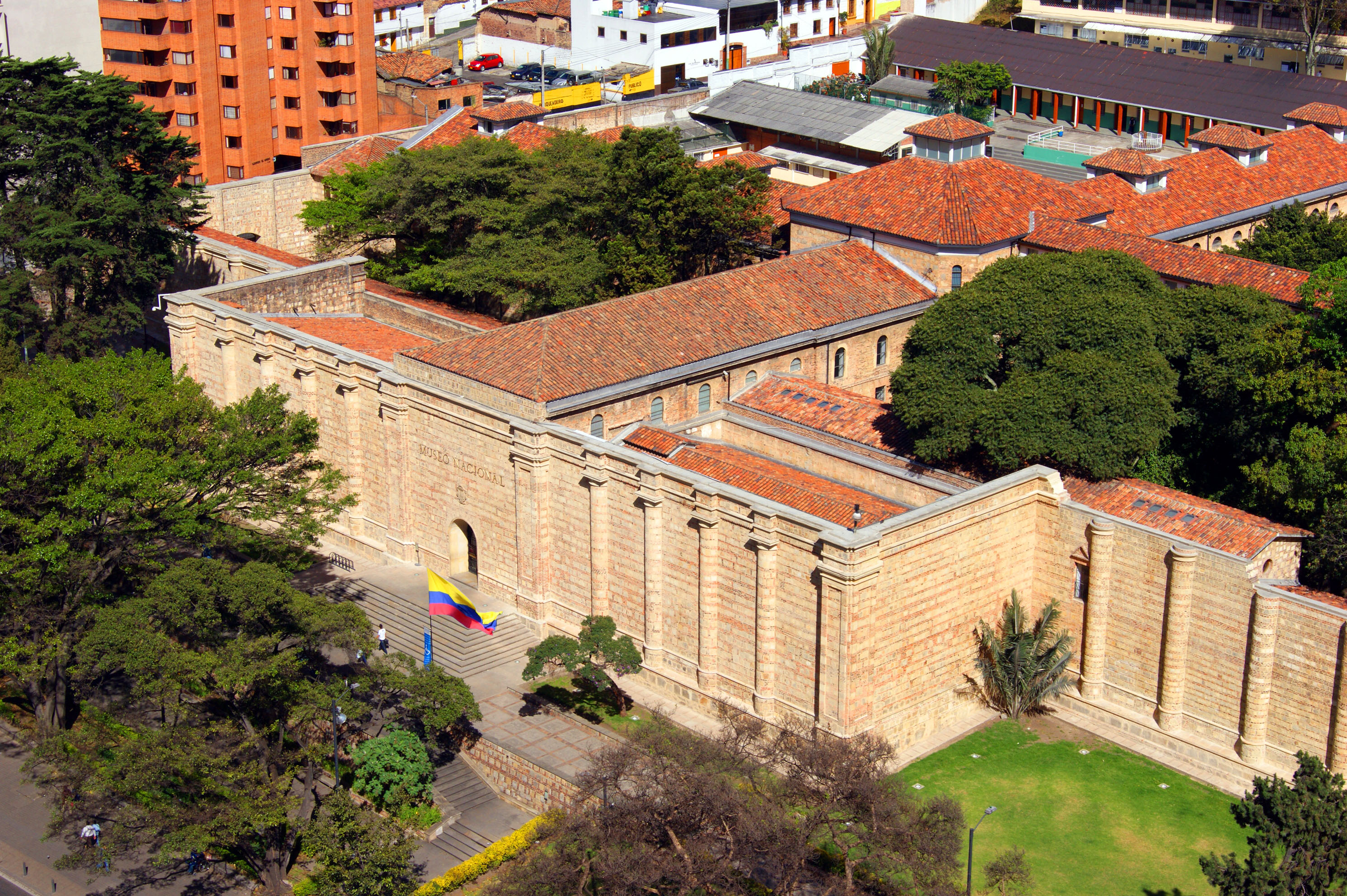
Museo Nacional de Colombia, Bogotá.

### Impulsor del Museo Nacional de Colombia
Por iniciativa de Arboleda se logró un nuevo uso para el antiguo panóptico nacional, joya arquitectónica de enorme valor sobre la cual pesaba el peligro de una posible demolición. En preparación de las actividades enmarcadas en la IX Conferencia Panamericana, el Gobierno nacional comisionó al arquitecto Hernando Vargas Rubiano la remodelación y adaptación del edificio y su destinación para albergar las vastas colecciones del Museo Nacional de Colombia a partir del año 1948. 
En palabras de Vargas Rubiano, «la transformación del llamado "panóptico" en museo fue idea de Matoño Arboleda: hace varios años, en los diarios capitalinos se glosó acerbadamente, sin razones valederas, la arquitectura y la ubicación de la prisión. En su defensa, previendo la posible demolición, Matoño sugirió la utilización de la fábrica en un gran museo nacional.»

### Producción intelectual
La aguda expresión literaria que caracterizó a Arboleda se vio truncada prematuramente por su fugaz existencia. Varios de sus escritos fueron publicados con seudónimo o sin firma, mientras que otros desaparecieron, como su poema "Candilejas", el que quizás más resonancia tuvo entre sus contemporáneos. Otro poema suyo, "Fatalidad", fue publicado de manera póstuma en la antología poética y biográfica La poesía en Popayán. El semanario El Cauca, de cuyo cuerpo de redacción formó parte Arboleda, alabó en sus escritos «la glosa elegante, la crítica de fina ironía y el comentario de fondo que merecieron la más grata acogida.»
Tras concluir sus estudios universitarios "hizo conocer sus aficiones literarias publicando algunas composiciones en Ariel, revista estudiantil que recogía la inquietud de esa generación universitaria" y en la revista Universidad de Germán Arciniegas. Formó parte de Los Nuevos, nombre con el que se conoció a la generación de políticos jóvenes que fueron miembros del gabinete de gobierno de López Pumarejo, y colaboró en la publicación de ese grupo, dirigida por Alberto Lleras Camargo.
«Nada queda de su lira, hecha para los cantares de gesta, para la epopeya feudal y el romancero galante», dice de Arboleda el historiador de la poesía payanesa José Ignacio Bustamante, quien destaca como inolvidables sus chispeantes y efímeros versos festivos, travesuras de estudiante, especialmente aquellos que intercambió con su primo, el poeta Alberto Mosquera Arboleda.
Su actividad se vio enriquecida por el círculo de amigos del que formaba parte, que incluía a poetas, intelectuales y artistas como el anteriormente mencionado León de Greiff, Carolina Cárdenas, Luis Eduardo Nieto Caballero, Jaime Paredes Pardo, Jorge Castaño Castillo y Ricardo Rendón, entre otros.

### Muerte
Arboleda falleció a los 31 años de edad en la Tragedia de Fúquene, ocurrida en la laguna del mismo nombre el 13 de diciembre de 1936. Su temprana desaparición truncó numerosos proyectos académicos y políticos que Arboleda tenía a cargo y que supusieron la interrupción abrupta de su carrera política y académica. En palabras de Echavarría, Matoño pereció ahogado en la laguna de Fúquene y no en una quijotesca reyerta caballeril, como hubiera sido lo lógico.
Durante sus exequias llevó la palabra el ministro de Educación, Darío Echandía, en nombre del gobierno nacional. Los restos de Arboleda fueron trasladados a su ciudad natal. 
El gobierno departamental del Cauca expidió el decreto 751 del 14 de diciembre de 1936 para honrar su memoria.

## Vida personal
Su abuelo paterno fue el general Simón Arboleda Arboleda, ministro de Gobierno, diplomático y senador, nieto a su vez de Antonio Arboleda y Arrachea, prócer de la Independencia. Su abuelo materno fue Gregorio Arboleda Torres, rector de la Universidad del Cauca y líder político, quien a su vez era nieto del presidente Camilo Torres Tenorio, prócer y mártir de la Independencia de Colombia.

### Matrimonio
Contrajo matrimonio en Popayán el 12 de febrero de 1936 con su prima Sofía Dolores Arroyo Arboleda, hija de José Antonio Arroyo Diez y Sofía Arboleda Quijano, y nieta de Miguel Arroyo Hurtado y Margarita Diez-Colunje y Pombo. El matrimonio Arboleda-Arroyo tuvo una única hija, Bárbara Cristina, nacida de manera póstuma en Popayán unas semanas después del trágico deceso de Arboleda.